# Homoneura subnuda
Homoneura subnuda är en tvåvingeart som beskrevs av Malloch 1940. Homoneura subnuda ingår i släktet Homoneura och familjen lövflugor. Inga underarter finns listade i Catalogue of Life.